# جاكي أو
جاكي أو (بالإنجليزية: Jackie O)‏ هي إذاعية وممثلة أسترالية، ولدت في 31 يناير 1975.

## وصلات خارجية
- جاكي أو على موقع IMDb (الإنجليزية)
- جاكي أو على موقع قاعدة بيانات الفيلم (الإنجليزية)